# Monte Buio
Il monte Buio, 1400 m, è una montagna dell'Appennino Ligure che fa parte del gruppo del monte Antola.

## Toponimo
Il toponimo deriverebbe dalla radice boi, presente in altri luoghi circostanti, come Bobbio e il monte Bogleglio, e farebbe riferimento all'antica popolazione dei galli Boi.

## Descrizione

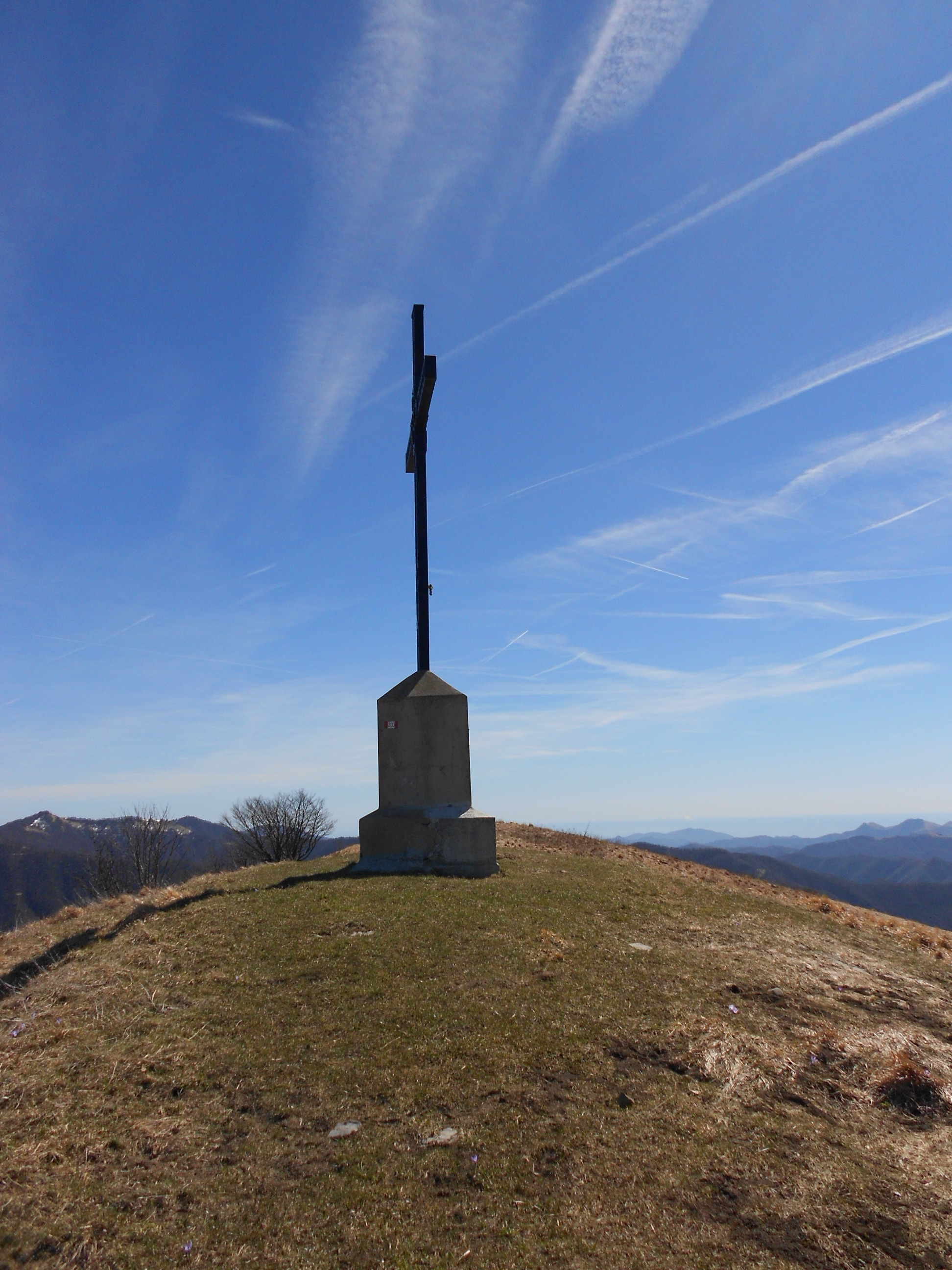
La grande croce sulla sommità del Monte Buio

La montagna è una piramide erbosa sormontata da una croce, ed è posta tra le valli Brevenna, Borbera (vallone di Berga) e Vobbia, sulla dorsale occidentale del vicino monte Antola. Visualmente domina la Val Vobbia. I versanti liguri si trovano all'interno del Parco naturale regionale dell'Antola mentre quelli piemontesi fanno parte del Parco naturale dell'Alta val Borbera.

## Accesso alla cima

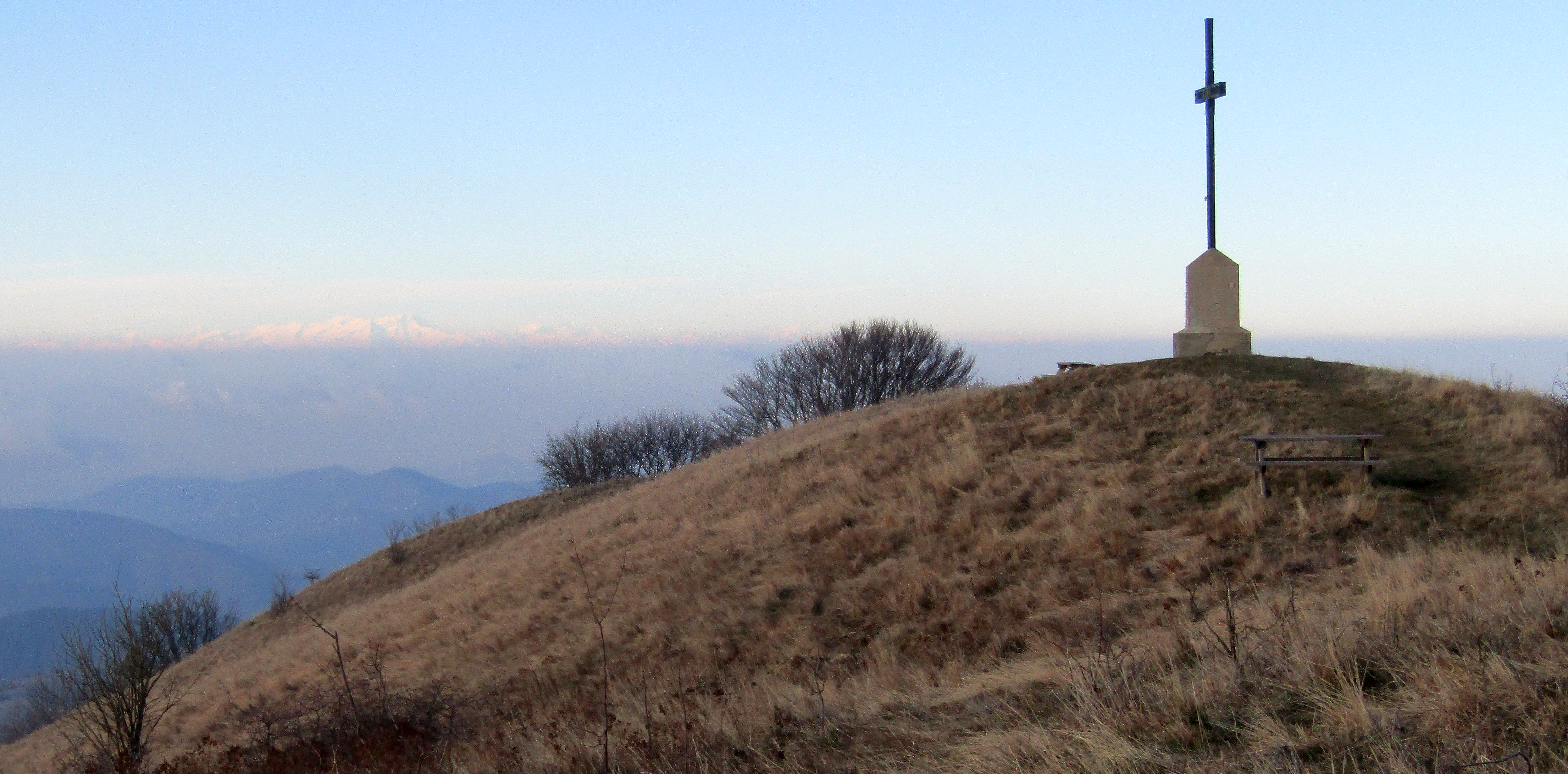
La cima del Monte Buio e, a sinistra, il Monte Rosa

Diversi i sentieri che ne raggiungono la vetta partendo dalle caratteristiche località di Alpe e Vallenzona (frazioni del comune di Vobbia), da Tonno (frazione di Valbrevenna) o dai valichi dell'Incisa (via più breve) e di San Fermo; spesso costituisce un'interessante deviazione per chi sale al monte Antola. La vetta, nella bella stagione, è raggiungibile senza difficoltà da escursionisti medi.
Dalla cima il panorama regala belle visuali sulle sottostanti selvagge valli e sulle non lontane Rocche del Reopasso (Crocefieschi); lo sguardo si può allargare verso il mar Ligure e le cime del gruppo del Figne e del Tobbio, oltre le Alpi con il Monviso e il Rosa.